# Valdeganga
Valdeganga er en by og kommune i det sydøstlige Spanien i provinsen Albacete. Den har et indbyggertal på 1.961 (2024) indbyggere.